# Protomyces matricariae
Protomyces matricariae (лат.) — вид грибов из семейства Протомициевые (Protomycetaceae), паразит ромашки непахучей (Tripleurospermum perforatum).
Вызывает образование галлов и пятен на стеблях, реже на листьях. Галлы размерами  1—5 мм, пятна диаметром 0,5—1,5 мм, беловатые или светло-зелёные, затем буреют. 
Аскогенные клетки гриба (см. Протомициевые#Морфология) гладкие, золотистые, почти шаровидной формы, размерами 35—56×30—50 мкм, покрыты оболочкой толщиной 3—6 мкм.
Вид описан в Германии, известен также в Ленинградской области России.